# Liste der Studenten- und Schülerverbindungen in Bayreuth
Die Liste der Studentenverbindungen in Bayreuth verzeichnet die aktiven, suspendierten und erloschenen Studenten- und Schülerverbindungen in Bayreuth, welche unterschiedlichen Korporationsverbänden angehören. Sie sind an der Universität Bayreuth und den Bayreuther Gymnasien ansässig.

## Geschichte
Bis 1977 existierte in Bayreuth alleine ein reges Leben der örtlichen Schülerverbindungen, welche vornehmlich am alten Gymnasium Christian-Ernestinum und an dem 1833 als Gewerbeschule gegründeten und 1910 zur Oberrealschule erhobene jetzigen Graf-Münster-Gymnasium angeschlagen waren. Sie dehnten sich später auch auf die jüngeren Bayreuther Oberschulen wie Markgräfin-Wilhelmine-Gymnasium (ehemals Vorbereitungsschule des Lehrerpädagogiums) und Richard-Wagner-Gymnasium (ehemalige Höhere Töchterschule) sowie dem Wirtschaftswissenschaftliche Gymnasium (ehemals städt. Handelsschule) aus.
Zum Jahre 1972 errichtete der Bayerischen Landtag die aus der pädagogischen Hochschule hervorgegangene Universität Bayreuth, die zum WS 1975/76 ihren Lehrbetrieb aufnahm. Die an der pädagogischen Hochschule bereits existierende Sängerschaft Franco-Palatia war somit die erste Studentenverbindung an der neuen Universität. Es folgten die in München gegründete Langobardia zum WS 1975/76, 1976 die ehemals in Berlin bestehende christliche Burschenschaft Kurmark Brandenburg und 1977 die erste Neugründung mit der katholischen Verbindung Andechs Merania. Die 1973 in München suspendierte Turnerschaft Munichia restituierte zum WS 1977/78 in Bayreuth, ebenso das zuletzt in Hannover bestehende Corps Pomerania-Silesia. Als letztes übersiedelt die zuvor in Regensburg bestehende Prager Burschenschaft Thessalia 1991 an den Roten Main.
Verschiedene in den 1990er Jahren neugegründete Damenverbindungen gingen nach wenigen Semestern wieder ein.

## Studentenverbindungen

### Aktive Studentenverbindungen
Die Sortierung erfolgt nach dem Gründungsdatum.
|  |
|  |
|  |
|  |
|  |

|  |
|  |
|  |
|  |
|  |

|  |
|  |
|  |
|  |
|  |

|  |
|  |
|  |
|  |
|  |

|  |
|  |
|  |
|  |
|  |

|  |
|  |
|  |
|  |
|  |
|  |

|  |
|  |
|  |
|  |
|  |

f.f.= farbenführend, ansonsten farbentragend

### Inaktive und erloschene Studentenverbindungen
Die Sortierung erfolgt nach dem Gründungsdatum.
|  |
|  |
|  |

|  |
|  |
|  |
|  |
|  |

|  |
|  |
|  |
|  |
|  |

f.f.= farbenführend, ansonsten farbentragend

## Schülerverbindungen

### Aktive Schülerverbindungen
Die Sortierung erfolgt nach dem Gründungsdatum.
|  |
|  |
|  |
|  |
|  |

|  |
|  |
|  |
|  |
|  |

|  |
|  |
|  |
|  |
|  |

|  |
|  |
|  |
|  |
|  |

f.f.= farbenführend, ansonsten farbentragend

### Inaktive und erloschene Schülerverbindungen
Die Sortierung erfolgt nach dem Gründungsdatum.
|  |
|  |
|  |
|  |
|  |

|  |
|  |
|  |
|  |
|  |

f.f.= farbenführend, ansonsten farbentragend